# Monomma elevatum
Monomma elevatum es una especie de coleóptero de la familia Monommatidae.

## Distribución geográfica
Habita en Madagascar.